# Chesapeake Arboretum

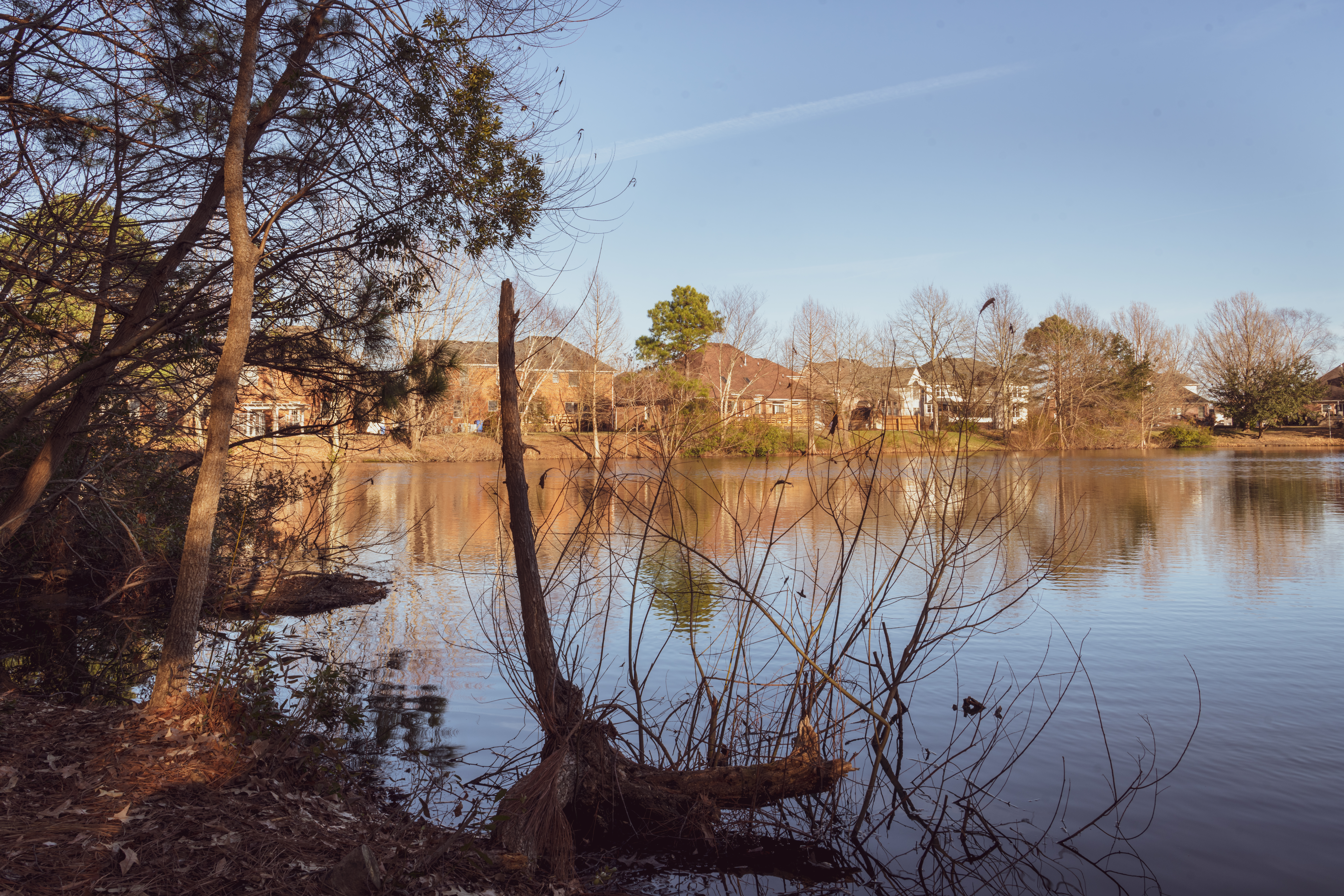
Una imagen del Chesapeake Arboretum

Chesapeake Arboretum es un Arboretum de 19,30 hectáreas (48 acres) de los cuales 2 acres son de jardines temáticos, ubicado en el 624 Oak Grove Road, Chesapeake, Virginia. Dedicado a promover el conocimiento hortícola y ambiental a través de exhibiciones, la educación y la investigación. Es una institución no lucrativa y para su mantenimiento depende de donaciones, de contribuciones, de voluntarios y de cuotas de los miembros. 

## Localización
Se encuentra en el 624 de "Oak Grove Road", Chesapeake, Virginia. Está abierto todos los días, la entrada es libre sin cargo.
Chesapeake Arboretum
P.O. Box 16265, Chesapeake, VA 23328 EE. UU.
- Teléfono: 757-382-7060

## Historia
El arboretum ocupa los terrenos de lo que fue una antigua granja de la que permanece el edificio construido en 1730 con una adición de 1822.
El arboretum fue creado en 1996, y actualmente consiste en un bosque y unos jardines temáticos y de exhibición.

## Colecciones
El edificio de la antigua granja remodelado sirve de sede administrativa. A su alrededor se encuentran los jardines temáticos y el arboretum:
- Jardín de fragancias
- Rosaleda, con una colección de rosas antiguas
- Arboretum, que conforma un bosque maduro en el que se encuentra una tupida red de senderos para su recorrido.

Entre sus actividades se encuentran el Arbor Day (día del árbol), una fiesta anual del jardín, y clases para los jóvenes jardineros enfocadas a los niños y a los adolescentes.